# Mykyta Burda
Mykyta Burda (en ucraniano: Микита Валерійович Бурда; Yenákiyeve, 24 de marzo de 1995) es un futbolista ucraniano que juega en la demarcación de defensa para el F. C. Kolos Kovalivka de la Liga Premier de Ucrania.

## Selección nacional
Tras jugar con la selección de fútbol sub-16 de Ucrania, la sub-17, la sub-19, la sub-20 y la sub-21, finalmente debutó con la selección absoluta el 31 de mayo de 2018. Lo hizo en un partido amistoso contra Marruecos que finalizó con un resultado de empate a cero. Además jugó varios partidos de la Liga de Naciones de la UEFA.

## Clubes
| Club                         | País    | Año       | Partidos | Goles |
| ---------------------------- | ------- | --------- | -------- | ----- |
| F. C. Dinamo de Kiev         | Ucrania | 2014-2023 | 93       | 7     |
| F. C. Zorya Luhansk (cedido) | Ucrania | 2023      | 0        | 0     |
| F. C. Kolos Kovalivka        | Ucrania | 2023-     | 28       | 1     |

## Palmarés

### Campeonatos nacionales
| Título                  | Club                 | País    | Año  |
| ----------------------- | -------------------- | ------- | ---- |
| Liga Premier de Ucrania | F. C. Dinamo de Kiev | Ucrania | 2015 |
| Copa de Ucrania         | F. C. Dinamo de Kiev | Ucrania | 2015 |
| Liga Premier de Ucrania | F. C. Dinamo de Kiev | Ucrania | 2016 |
| Supercopa de Ucrania    | F. C. Dinamo de Kiev | Ucrania | 2016 |
| Liga Premier de Ucrania | F. C. Dinamo de Kiev | Ucrania | 2018 |
| Supercopa de Ucrania    | F. C. Dinamo de Kiev | Ucrania | 2018 |
| Supercopa de Ucrania    | F. C. Dinamo de Kiev | Ucrania | 2019 |
| Copa de Ucrania         | F. C. Dinamo de Kiev | Ucrania | 2020 |
| Supercopa de Ucrania    | F. C. Dinamo de Kiev | Ucrania | 2020 |
| Liga Premier de Ucrania | F. C. Dinamo de Kiev | Ucrania | 2021 |
| Copa de Ucrania         | F. C. Dinamo de Kiev | Ucrania | 2021 |